# Vische
Vische es un municipio italiano situado en la ciudad metropolitana de Turín, en Piamonte. Tiene una población estimada, a fines de febrero de 2023, de 1179 habitantes.

## Evolución demográfica
| Gráfica de evolución demográfica de Vische entre 1861 y 2023 |
|                                                              |
| Fuente: ISTAT - Elaboración gráfica de Wikipedia             |